# エルナンド・デ・アヤラ
エルナンド・デ・サン・ホセ・アヤラ（Hernando de San José Ayala) (Ballesteros de Calatrava, Ciudad Real, España, 1575年10月 - 1617年6月1日）は、江戸時代初期に来日したスペインの聖アウグスチノ修道会宣教師である。

## 経歴・人物
1605年（慶長10年）に来日し、豊後や日向で布教活動を行う。翌1606年（慶長11年）には布教活動を行った佐伯にて聖アウグスチノ修道会の教会建立や、1611年（慶長16年）には津久見にて閉鎖されていた教会の再開や野津（現在の臼杵市）および志賀（現在の豊後大野市）では新たに修道院の建立にも携わった。
1613年（慶長18年）には聖アウグスチノ修道会の日本管区長となったが、後にキリスト教禁止令が発令されたことにより1617年（元和3年）に肥前の大村にて布教活動したことにより同年6月1日（元和3年4月28日）にドミニコ会宣教師のアルフォンソ・ナバレテ・ベニトと共に斬首刑に処された。